# Eugenia barbosae
Eugenia barbosae är en myrtenväxtart som beskrevs av João Barbosa Rodrigues, Robert Hippolyte Chodat och Emil Hassler. Eugenia barbosae ingår i släktet Eugenia och familjen myrtenväxter.
Artens utbredningsområde är Paraguay. Inga underarter finns listade i Catalogue of Life.